# Городское поселение город Верхоянск
Городско́е поселе́ние город Верхоянск — муниципальное образование в Верхоянском районе Якутии Российской Федерации.
Административный центр — город Верхоянск.

## История
Статус и границы городского поселения установлены Законом Республики Саха (Якутия) от 30 ноября 2004 года N 173-З N 353-III «Об установлении границ и о наделении статусом городского и сельского поселений муниципальных образований Республики Саха (Якутия)».

## Население
| 2011  | 2012  | 2013  | 2014  | 2015  | 2016  | 2017  |
| ----- | ----- | ----- | ----- | ----- | ----- | ----- |
| 1302  | ↘1245 | ↘1212 | ↘1173 | ↘1150 | ↘1125 | ↗1131 |
| 2018  | 2019  | 2020  | 2021  | 2023  |       |       |
| ↘1122 | ↘1095 | ↘1073 | ↘828  | ↘768  |       |       |

## Состав городского поселения
| № | Населённый пункт | Тип населённого пункта        | Население |
| - | ---------------- | ----------------------------- | --------- |
| 1 | Верхоянск        | город, административный центр | ↘768      |